# 我是演说家
《我是演说家》（英語：或）是一节由北京广播电视台与北京能量影视传播股份有限公司联合制作的语言类电视节目，亦是前者旗下的北京卫视首档实现“制播分离”的电视节目。该节目的制作计划最早于2014年7月31日被披露，至2019年，该节目已制作五季。
第一季节目于2014年9月21日至11月7日录影，并于同年10月4日在北京卫视启播，次年1月20日完结。第二季节目于2015年8月9日至12月17日录影，并在同年8月28日与12月20日之间在北京卫视播放。第三季节目于2016年3月31日开放公众报名，及于9月3日结束录影工作，并于同年7月8日在北京卫视上档，10月14日收官。第四季节目则于2017年10月21日至2018年1月27日之间在北京卫视播映常规赛程，并于2018年3月9日播出一集特辑。第五季节目于2018年5月8日开放公众报名，最终于2018年12月23日开始播放，至2019年3月6日播毕。

## 各季播映时间
| 电视频道 | 季数 | 首次播出日期                  | 播放时间                                                                  | 备注及参考                        |
| -------- | ---- | ----------------------------- | ------------------------------------------------------------------------- | --------------------------------- |
| 北京卫视 | 一   | 2014年10月4日－2015年1月24日  | 星期四、五21:08（第十四、十五集） 星期六21:08（其他集数）                 | [ 5 ] [ 6 ] [ 21 ]                |
| 北京卫视 | 二   | 2015年8月28日－12月20日       | 星期五21:08（前两集） 星期六21:08（第三、十二集） 星期日21:18（其他集数） | [ 9 ] [ 10 ] [ 22 ] [ 23 ] [ 24 ] |
| 北京卫视 | 三   | 2016年7月8日－10月14日        | 星期五21:18                                                               | [ 13 ] [ 14 ]                     |
| 北京卫视 | 四   | 2017年10月21日－2018年1月27日 | 星期六20:30（前七集） 星期六21:10（后七集）                               | [ 15 ] [ 16 ] [ 25 ]              |
| 北京卫视 | 五   | 2018年12月23日－2019年3月6日  | 星期三21:20（后三集） 星期日22:00（前四集）                               | [ 19 ] [ 20 ] [ 26 ]              |

## 评审

### 带队评审
| 评审   | 季数  | 季数  | 季数  | 季数  | 季数  |
| 评审   | 一    | 二    | 三    | 四    | 五    |
| ------ | ----- | ----- | ----- | ----- | ----- |
| 陈鲁豫 | check | check | check | check | check |
| 乐 嘉  | check | check | check |       |       |
| 张卫健 | check | check |       |       |       |
| 刘嘉玲 | check |       |       |       |       |
| 华 少  |       | check |       |       |       |
| 黄子佼 |       |       |       | check |       |
| 王 雷  |       |       |       |       | check |
| 王洛勇 |       |       |       |       | check |
| 郦 波  |       |       |       |       | check |

### 其他评审
该节目有部分播映季设置了仅负责点评或投票，而不需带领战队参加比赛的常驻评审：第三季节目设置了由团长王刚与该节目过往两季及《超级演说家》各季的选手代表构成的“谏言团”，负责对参赛选手进行点评，当中前者在初赛阶段还可行使不超过3次复活权，后者则有投票权。第四季节目则在每集节目另行设置了一名点评评审，由郦波、钱文忠、王立群轮流担任。

## 各季比赛结果
| 季数 | 冠军              | 亚军         | 季军         | 备注及参考           |
| ---- | ----------------- | ------------ | ------------ | -------------------- |
| 一   | 梁 植乐嘉         | 陈秋实张卫健 | 胡渐彪陈鲁豫 | [ 6 ]                |
| 二   | 刘 轩陈鲁豫       | 倪子钧乐嘉   | 党浩予张卫健 | [ 10 ] [ 30 ] [ 31 ] |
| 三   | 熊 浩陈鲁豫       | 许吉如乐嘉   | 未设置       | [ 14 ]               |
| 四   | 熊 浩陈鲁豫       | 刘慧凝黄子佼 | 王 磊黄子佼  | [ 32 ]               |
| 五   | 陈行甲王雷/王洛勇 | 鲁林希陈鲁豫 | 康 瑜郦波    | [ 20 ]               |

## 反响与评价
相较于此前同样由能量传播制作的《超级演说家》，《我是演说家》在播映期间获得了更为良好的评价。有学术界人士对比了两个节目的比赛制度，并指该节目对海选入围者“集中培训、择优参加正赛”的做法提升了选手的总体质量及节目的专业程度。《光明日报》刊载的评论文章则指该节目兼具艺术性及思想性，并“开创了中国‘演说’节目的新时代”。《人民日报海外版》的评论文章则指该节目为新媒体时代的年轻人重拾在现实世界中用语言沟通的能力提供了解决方案。《文艺报》认为该节目演讲者构成多元，并有良好的舞台设计，指该节目的演讲内容“代表了最广大百姓的中国梦，反映了在百姓中扎根生长的中国精神”，但创新力度稍有不足。《中国艺术报》则指该节目与《超级演说家》一样，出现了“表演中‘秀’的成分越来越多，距离‘演说’的艺术越来越远”的问题。
2015年3月17日，中华全国新闻工作者协会在北京举办了《我是演说家》专项研讨会，形容该节目“让百姓当主角，让观众做评委，通过节目讲出了时代的正声、社会的正能”。5月，该节目被国家新闻出版广电总局宣传司评为创新创优栏目。
该节目亦时常会有演讲内容引发社会讨论，这亦促使节目制作方于第二季开始将节目重心由演讲者转移至演讲内容上，同时亦令一些高等教育机构将该节目的演讲内容作为思想政治教育、《演讲与口才》或类似课程的教学素材使用。另外，自第四季节目起，该节目呈现的演讲内容被认为是进一步强化了对社会热点的探讨，对正能量、主旋律的弘扬及对中国形象的描绘。

## 奖项
| 年份   | 典礼                          | 奖项                       | 结果 | 结果 | 参考          |
| ------ | ----------------------------- | -------------------------- | ---- | ---- | ------------- |
| 2015年 | 第8届《综艺》年度节目评选盛典 | 年度演说类节目             |      | 获奖 | [ 46 ]        |
| 2015年 | 2014年度中国电视满意度博雅榜  | 卫视文教类栏目满意度前10名 |      | 获奖 | [ 46 ]        |
| 2015年 | 第21届上海电视节              | 最佳综艺栏目               |      | 提名 | [ 47 ] [ 48 ] |

## 关联项目

### 与政法系统合办的特辑
自2018年起，该节目开始与北京市政法系统合办特辑。至第五季节目结束时，该节目已制作三集警察特辑和一集检察官特辑。

## 注解
1. ↑  前者为第一季英文名，后者自第二季起使用。
2. ↑  仅计算常规集数。
3. ↑  第五季仅参演前四集。
4. ↑  第五季仅参演后三集。